# 렉스 루거
렉스 루거(Lex Luger, 1958년 6월 2일 ~ )는 미국의 프로레슬링선수다. 과거 WWE에서 푸쉬와 임팩트는 대단하였다. 그리고 바디슬램 챌린지에서 요코주나를 들었다. 현재는 척추경색으로 휠체어에 앉아 자신의 자서전을 집필하고 있다.

## 신체 사항
키 196cm
몸무게 120kg

## 수상
- NWA 사우던 헤비웨이트 챔피언 (플로리다 버전) 3회
- NWA 바하미안 챔피언 1회
- NWA 플로리다 텔레비전 챔피언 1회
- NWA 유나이티드 스테이츠 챔피언 4회
- NWA 월드 태그팀 챔피언 (미드 아틀란틱 버전) 1회 - 베리 윈드햄 (1회)
- WCW 월드 헤비웨이트 챔피언 2회
- WCW 유나이티드 스테이츠 챔피언 1회
- WCW 월드 태그팀 챔피언 2회 - 스팅 (1회), 더 자이언트 (1회)
- WCW 월드 텔레비전 챔피언 2회
- WCW 2대 트리플 크라운 챔피언
- WWE 1994 로얄 럼블 우승 - 브렛 하트
- WWA 월드 헤비웨이트 챔피언 1회